# Anton von Schmerling
Anton (rytíř) von Schmerling (23. srpna 1805 Vídeň – 23. května 1893 tamtéž) byl rakouský politik a právník, aktivní během revolučního roku 1848, člen celoněmeckého frankfurtského parlamentu, v letech 1849–1851 rakouský ministr spravedlnosti, v letech 1860–1865 státní ministr Rakouského císařství a faktický šéf vlády, představitel německorakouského liberálního proudu (Ústavní strana), zastánce liberálních svobod, centralismu a odpůrce státoprávních a autonomistických aspirací neněmeckých etnik.

## Rodina
Pocházel z rodiny, která se přistěhovala do Rakouska z vévodství Kleve a roku 1707 byla povýšena do šlechtického stavu jako rytíři Svaté říše římské s predikátem von Schmerling. Roku 1835 se oženil s rakouskou malířkou, baronesou (německy Freiin) Paulinou von Koudelka (1806–1840), se kterou měl dvě dcery. Jeho bratr Josef von Schmerling (1806–1884) byl v c. k. armádě polním zbrojmistrem, v letech 1860–1862 zástupcem ministra války a měl podstatný podíl na výstavbě a organizaci rakouské c. k. zeměbrany (Landwehr) obrany jako nejmladší složky ozbrojených sil (Teilstreitkraft) habsburské monarchie. Bratr Rainer von Schmerling (1810–1892) byl vojenský lékař, osobní lékař arcivévody Albrechta a prezident kolegia vídeňských doktorů lékařství. Jeho nejmladší bratr Moriz von Schmerling (1822–1882) byl rovněž právníkem a od roku 1867 předseda nově založeného správního soudního dvora. Jeho vnuk Richard von Bienerth-Schmerling byl předlitavským ministerským předsedou v letech 1908–1911.

## Život

### Mládí a aktivity během revoluce roku 1848
V letech 1821–1824 studoval filozofii a v období let 1824–1828 právo na Vídeňské univerzitě. V roce 1830 získal titul doktora práv a nastoupil jako justiční úředník ve Vídni. Profiloval se jako odpůrce Metternichovského systému a byl stoupencem liberální filozofie, koncepce konstituční monarchie a německého sjednocení.
13. března 1848 zastupoval stavovské shromáždění a po úspěchu březnové revoluce, patřil mezi revolucionáře, kteří ve Vídni zřídili Národní gardu. V této době byl zvolen do takzvaného frankfurtského parlamentu coby provizorního celoněmeckého zákonodárného sboru. Zvolen sem byl za město Tulln. Frankfurtský parlament měl vypracovat jednotnou svobodnou německou říšskou ústavu. Schmerling zde patřil ke skupině pravého středu. Odmítal centralistické všeněmecké pojetí budoucího německého státu a preferoval variantu volnějšího soustátí (Staatenbund). Ještě v roce 1848 se stal ministrem vnitra Německé říše, krátkodobě v létě 1848 i německým ministerským předsedou a ministrem zahraničních věcí. Vystupoval proti pruské hegemonii. V 12. března 1849 z Frankfurtského parlamentu i postů v celoněmecké vládě rezignoval v souvislosti s porážkou revolučního hnutí a s tím, že nemohl prosazovat rakouské stanovisko (rakouská vláda po porážce domácího revolučního hnutí totiž jasně deklarovala, že nepřipustí žádný německý státní útvar, který by ohrozil integritu Rakouského císařství, například tím, že by do německého státu byly začleněny jen neuherské, západní části monarchie).
Od 28. července 1849 do 23. ledna 1851 zastával post ministra spravedlnosti Rakouského císařství ve vládě Felixe Schwarzenberga. Kvůli zostřujícímu se neoabsolutismu v Rakousku se ale vzdal vládní funkce a následně se stáhl z aktivní politiky a do roku 1858 byl předsedou senátu u nejvyššího soudního dvoru. Roku 1858 pak nastoupil na pozici prezidenta vrchního zemského soudu ve Vídni.

### Působení v rakouské vládě
Do politiky se vrátil po otřesu vládního režimu kvůli prohrané druhé italské válce za nezávislost a pádu Bachova režimu. V té době patřil mezi populární společenské postavy reprezentující liberálnější Rakousko, oproti konzervativní vysoké šlechtě. Jeho odchod z vlády počátkem 50. let na protest proti absolutistickým tendencím byl oceňován v kruzích měšťanských elit. 13. prosince 1860 ho František Josef I. jmenoval státním ministrem Rakouského císařství ve vládě Johanna Rechberga a tuto pozici si udržel i v následující vládě Rainera Ferdinanda Habsbursko-Lotrinského až do 27. července 1865. Zatímco Rechberg i arcivévoda Rainer byli formálními předsedy ministerské konference, Schmerling coby státní ministr fakticky vedl kabinet a určoval jeho politiku.
Jeho působení v rakouském kabinetu bylo érou liberalismu a počátkem ústavní a parlamentní vlády v Rakouském císařství. Schmerling měl velký podíl na únorové ústavě z roku 1861, která nastavila parametry pro místní i zemskou samosprávu a celostátní zákonodárství. Únorová ústava zároveň byla částečnou revizí Říjnového diplomu z roku 1860. Schmerling na rozdíl od svého předchůdce Agenora Gołuchowského nesouhlasil s federalistickým vyzněním Říjnového diplomu (dominantní role zemských sněmů) a únorovou ústavu proto koncipoval více ve prospěch centralistického modelu vlády v neuherských zemích (později neoficiálně Předlitavsko). Kompetence jednotlivých korunních zemí byly v ústavě taxativně vymezeny. Ve Vídni u Schottentoru byla mezitím vybudována dřevěná provizorní stavba celorakouského parlamentu, Říšské rady (nazývána neformálně Schmerlingovo divadlo). Prosadil klíčové předlohy jako protestantský patent a výklad lidských práv (1862). Od roku 1861 byl čestným občanem Innsbrucku a roku 1862 byl jmenován čestným členem rakouské Akademie věd.
Od roku 1861 byl i poslancem Říšské rady (celostátní zákonodárný sbor, tehdy ještě nevolen přímo, ale tvořen delegáty jednotlivých zemských sněmů), kde reprezentoval kurii venkovských obcí, obvod Horšovský Týn, Hostouň, Poběžovice.
Ačkoliv měl Schmerling historii liberálního politika, počátkem 60. let postupoval často ve shodě s panovnickým dvorem a v zásadních otázkách volil vyčkávací postup. Postupně ztrácel podporu některých německorakouských liberálů, například pro souhlasný postoj k dánsko-německé válce, v níž Rakousko působilo coby spojenec konzervativního Pruska. Sympatie liberální levice ztrácel i ostrým výkladem tiskového zákona (časté zatýkání novinářů a pozastavování periodik). Postupně tak ztrácel provládní většinu v parlamentu. U neněmeckých etnik měl trvale slabou podporu. V státoprávní oblasti byl totiž zastáncem unitárního centralizovaného státu. Odmítal například státoprávní aspirace Čechů a Maďarů. Češi od počátku 60. let byli v opozici vůči vládě, což projevovali bojkotem Říšské rady. Ještě ostřejší byla opozice maďarské politické reprezentace (odmítající se vůbec na jednání Říšské rady dostavit), vedené Ferencem Deákem. V únoru 1864 vyhlásila vláda výjimečný stav v Haliči. Když Schmerlinga v parlamentu k této otázce interpeloval Johann von Berger, pobouřil Schmerling sněmovnu tím, že se odkazoval na jeden z paragrafů ústavy, podle kterého nemusí vláda parlamentu vysvětlovat své kroky. Ztrácel i podporu císaře. Nakonec musel v roce 1865 opustit vládní post a monarchie se vydala směrem k zásadní ústavní revizi, jež vyústila v rakousko-uherské vyrovnání. Historik Otto Urban považuje Schmerlinga za jednoho z posledních představitelů poražené koncepce centralizovaného Velkorakouska, tedy státního útvaru zahrnujícího celou monarchii včetně Uherska.

### Pozdější veřejné působení
Jeho kariéra pak neskončila. Ještě v roce 1865 byl jmenován prezidentem nejvyššího soudního dvora a v roce 1867 byl jmenován členem Panské sněmovny (horní komora Říšské rady), kde byl jedním z předáků centralistické liberální německorakouské Ústavní strany. V roce 1868 se stal místopředsedou a od roku 1871 i předsedou Panské sněmovny. Ještě v roce 1879 se tu zapojil do diskuzí na plénu poté, co po volbách do Říšské rady roku 1879 vstoupili čeští poslanci na Říšskou radu a opětovně přednesli své požadavky na ústavní reformu. Schmerling to odmítl jako nové experimenty. V letech 1873, 1875, 1879 a 1891 byl předsedou společné delegace při jednáních o obnovení rakousko-uherského vyrovnání. Post prezidenta nejvyššího soudního dvora zastával až do roku 1891.

## Ocenění
Dne 3. března 1861 byl za zásluhy o vyhlášení tzv. únorové ústavy jmenován čestným občanem města Liberce.
Dne 9. března 1861 byl za pilnou péči, kterou měl a za vznik a rozkvět ústavy jmenován čestným občanem Hradce Králové.